# Икон-Халк
Ико́н-Ха́лк (ног. Уьйкен Халк, Токтамыс) — аул в Ногайском районе Карачаево-Черкесской Республики.
Административный центр муниципального образования «Икон-Халкское сельское поселение».

## География
Аул расположен в южной части Ногайского района, на левом берегу реки Малый Зеленчук. Находится в 9 км к юго-западу от районного центра Эркен-Шахар и в 25 км к северо-западу от города Черкесск.
Граничит с землями населённых пунктов: Кызыл-Тогай на западе, Адиль-Халк на севере, Адыге-Хабль на северо-востоке и Абазакт на юге.
Населённый пункт расположен в предгорной зоне республики. Рельеф местности представляет собой холмистую равнину. Терраса имеет общий уклон с запада на восток в сторону долины реки. Средние высоты на территории аула составляют 476 метров над уровнем моря. Гидрографическая сеть в основном представлена рекой Малый Зеленчук.
Климат умеренный. Средняя годовая температура воздуха составляет около +10°С. Наиболее холодный месяц — январь (среднемесячная температура — 1,5°С), а наиболее тёплый — июль (+21,5°С). Заморозки начинаются в начале декабря и заканчиваются в начале апреля. Среднее количество осадков в год составляет около 700 мм в год. Основная их часть приходится на период с мая по июль.

## История
Аул на своём нынешнем месте основан в 1858 году и первоначально назывался Тохтамышским аулом. К концу 1870-х годов в ауле проживало 225 дворов.
В 1929 году постановлением Президиума ВЦИК аул Тахтамышевский был переименован в Икон-Халк., что в переводе с ногайского означает — «большой народ».
С 1935 года Икон-Халк входил в состав Икон-Халкского района, и в 1935—1936 годах являлся его районным центром.
В 1956 году перешёл в прямое подчинение Черкесской АО, а в 1957 году возвращён в состав Адыге-Хабльского района.
В 2007 году аул включён в состав новообразованного Ногайского района республики.

## Население
| 1939 | 1970  | 2002  | 2010  | 2021  |
| ---- | ----- | ----- | ----- | ----- |
| 2115 | ↗3434 | ↗4202 | ↗4353 | ↗4575 |

Национальный состав
По данным Всероссийской переписи населения 2010 года:
| Народ   | Численность, чел. | Доля от всего населения, % |
| ------- | ----------------- | -------------------------- |
| ногайцы | 4081              | 93,7 %                     |
| черкесы | 107               | 2,5 %                      |
| другие  | 165               | 3,8 %                      |
| всего   | 4353              | 100 %                      |

## Микрорайоны
1. Арсламекей
2. Кумук-кесек
3. Байыс-кесек
4. Булгар-кесек
5. Конъырат-кесек
6. Найман-кесек
7. Лаипан-кесек (квартал населённый карачаевцами)
8. Карас-кесек
9. Къан-Хабле (квартал на северо-западе основанный и населённый черкесами)
10. Кара-Йылга
11. Бондыр (северная часть аула, образовавшаяся за счёт поглощения хутора Бондаревский).

## Достопримечательности
Памятник Х. С. Кумукову

## Известные уроженцы
- Кумуков Халмурза Сахатгериевич (1913—1943) — Герой Советского Союза.